# 2-es busz (Mosonmagyaróvár)
A mosonmagyaróvári 2-es jelzésű autóbusz a Vasútállomás és az Autóbusz-végállomás megállóhelyek között közlekedik. A vonalat a Volánbusz üzemelteti.

## Közlekedése
Csak munkanapokon közlekedik. A Vasútállomás felé csak 2-3 járat indul. Néhány busz a Kossuth Lajos Gimnázium érintésével közlekedik.

## Útvonala
| Autóbusz-végállomás felé | Vasútállomás felé |
| --- | --- |
| Vasútállomás – Hild János tér – Soproni utca – József Attila utca – Szent István király út – Erkel Ferenc utca – Károly út – Malomszer – Cserháti Sándor utca – Fő út – Terv utca – Szekeres Richárd utca – TESCO Áruház parkoló – Autóbusz-végállomás | Autóbusz-végállomás – TESCO Áruház parkoló – Szekeres Richárd utca – Hold utca – Gorkij utca – Terv utca – Fő út – Cserháti Sándor utca – Malomszer – Károly út – Erkel Ferenc utca – Szent István király út – József Attila utca – Soproni utca – Hild János tér – Vasútállomás |

## Megállóhelyei
| 0  | Vasútállomás végállomás                            | 17 | 1, 1B, 1K, 4, 4A, 4H, 5, 6, 7, 8           | Mosonmagyaróvár |
| 1  | József Attila utca                                 | 16 | 1, 1B, 1K, 4, 4H, 5, 6, 8                  | |
| 2  | Kühne gyár                                         | 15 | 1, 1B, 1K, 3, 3K, 4, 4H, 5, 6, 8           | Kühne gyár |
| 4  | Közösségi ház                                      | ∫  | 1, 1B, 1K, 3, 3K, 6                        | Közösségi ház |
| 5  | Mosoni posta                                       | 13 | 1, 1B, 1K, 3, 3K, 6                        | Szent János plébániatemplom, Huszár Gál Városi Könyvtár |
| 6  | Szent István király út, Duna utca                  | 11 | 1, 1B, 1K, 3, 3K, 6                        | Szent Rozália kápolna |
| 7  | Kormos István lakótelep                            | 10 | 1, 1B, 1K, 3, 3K, 6                        | Kormos István lakótelep, Éltes Mátyás Nevelési-Oktatási Központ |
| 9  | Rendőrség                                          | 8  |                                            | Rendőrség, Huszár Gál Városi Könyvtár, Flesch Kulturális Központ |
| 10 | Károly út, Móra Ferenc utca                        | 7  | 4, 4H, 5                                   | |
| 11 | Csaba utca                                         | 6  |                                            | Aqua Hotel Termál, Rehabilitációs Szakambulancia |
| 12 | Malomszer                                          | 5  |                                            | Nyugat Magyarországi Egyetem, Óvári vár |
| 13 | Városháza                                          | 4  | 1, 1B, 3, 4, 4A, 4H, 5, 5A, 5H, 5K, 5R, 6  | Városháza, Hansági Múzeum, Piarista kápolna, Piarista Általános Iskola, Gimnázium és Szakközépiskola, Óvári Szűz Mária Királynő és Szent Gotthárd templom, Deák Ferenc tér |
| 14 | Terv utca, temető                                  | 3  |                                            | Zichy Mihály utcai temető, Városkapu tér |
| 15 | Terv utca, Ifjúság utca (Korábban: Terv utca, ABC) | ∫  | 1, 3, 4A                                   | |
| 16 | Hold utca                                          | 1  | 1, 3, 4A                                   | Fekete István Általános Iskola |
| 17 | Autóbusz-végállomás                                | 0  | 1, 1K, 3, 3K, 5A, 5H, 5K, 5R, 6, 7, 7I, 7M | Autóbusz-állomás, TESCO Hipermarket, Park Center |